# Imair Airlines
Imair Airlines (mã IATA = IK, mã ICAO = ITX) là hãng hàng không tư của Azerbaijan, trụ sở ở Baku. Hãng có căn cứ ở Sân bay quốc tế Heydar Aliyev.

## Lịch sử
Imair Airlines được thành lập ngày 6.10.1994 như một Công ty trách nhiệm hữu hạn do công ty Improtex làm chủ. Hãng bắt đầu hoạt động từ tháng 7 năm 1995 và có 104 nhân viên (tháng 3/2007). Hiện hãng có 5 tuyến bay quốc tế thường xuyên và các chuyến thuê bao.

## Các nơi đến
- Azerbaijan

- Baku

- Kazakhstan

- Almaty

- Nga

- Surgut

- Thổ Nhĩ Kỳ

- Bodrum

- Uzbekistan

- Tashkent

## Đội máy bay
(Tháng 3/2007):
- 2 Tupolev TU-154M